# Бруссиг, Томас
То́мас Бру́ссиг (нем. Thomas Brussig; род. 19 декабря 1964, по другим источникам 1965, Восточный Берлин) — немецкий писатель и сценарист.

## Биография
Томас Бруссиг провёл детство в Восточном Берлине, после школы получил профессиональное строительное образование. Отслужил срочную военную службу во внутренних войсках МВД. К 1990 году поменял несколько профессий. В 1990 году поступил в Свободный университет Берлина, где изучал социологию, затем перевёлся в Высшую школу кино имени Конрада Вольфа в потсдамском районе Бабельсберг, которую окончил с дипломом кино- и теледраматурга в 2000 году.
Бруссиг дебютировал в литературе в 1991 году с романом «Акварельные краски». В 1995 году получил известность благодаря роману об эпохе перемен в ГДР «Герои вроде нас». Основная тема творчества Бруссига — описание жизни простых людей в ГДР, анализ и подведение итогов существования этого государства. В своих романах Бруссиг самыми различными путями обращается к событиям того времени. Его произведения были переведены на 28 языков. Бруссиг — лауреат нескольких наград и премий, член различных жюри и соучредитель любекской литературной «Группы 05». В летнем семестре 2012 года преподавал поэзию в Кобленцском университете.
В 1999 году Бруссиг работал над сценарием кинофильма «Солнечная аллея» режиссёра Леандера Хаусмана и впоследствии по итогам этой работы написал свой третий роман «Солнечная аллея». В том же году на экраны вышла экранизация романа «Герои вроде нас» режиссёра Себастиана Петерсона. Томас Бруссиг также работал над сценарием к фильму Леандера Хаусмана «ННА».
Томас Бруссиг проживает с семьёй в Берлине и Мекленбурге.

## Сочинения
- Акварельные краски / Wasserfarben. Aufbau-Verlag, Berlin 1991, ISBN 3-351-01871-1.
- Герои вроде нас / Helden wie wir. Verlag Volk und Welt, Berlin 1995, ISBN 3-353-01037-8.
- Солнечная аллея / Am kürzeren Ende der Sonnenallee. Verlag Volk und Welt, Berlin 1999, ISBN 3-353-01168-4.
- Жизнь до возмужания / Leben bis Männer. S. Fischer, Frankfurt am Main 2001, ISBN 3-596-15417-0.
- Как сияет / Wie es leuchtet. S. Fischer, Frankfurt am Main 2004, ISBN 3-10-009580-4.
- Berliner Orgie. Piper, München 2007, ISBN 3-492-05037-9.
- Schiedsrichter Fertig. Residenz-Verlag, St. Pölten 2007, ISBN 3-7017-1481-9.
- Der Wurm am Turm mit Kitty Kahane (Co-Autorin). Hansisches Druck- und Verlagshaus, Frankfurt a.M. 2011, ISBN 3869210613.